# Botic van de Zandschulp
Botic van de Zandschulp ([ˈbo.tɪk vɑn də ˈzɑnt.sxʏlp]; Wageningen, 4 oktober 1995) is een rechtshandige tennisser uit Nederland.

## Loopbaan
Van de Zandschulp speelde eind juni 2016 zijn eerste futuretoernooi van dat jaar in Breda – hij bereikte daar voor het eerst in zijn loopbaan de halve finale. Later dat jaar wist hij twee futuretoernooien (Rotterdam, Schoonhoven) op rij te winnen. Op 18 december 2016 werd hij verrassend Nederlands kampioen enkelspel door Robin Haase in de finale met 4-6, 7-6 en 6-4 te verslaan. Een dag eerder won hij samen met Sidney de Boer ook de dubbelspeltitel door in de finale het duo Matwé Middelkoop en Wesley Koolhof te verslaan. In 2019 maakte de toen 24-jarige Veenendaler een flinke opmars naar een plek in de top 200. Tijdens de tweede ronde van het US Open 2024 versloeg hij Carlos Alcaraz, de nummer 3 van de wereld.

### 2021
In 2021 debuteerde Van de Zandschulp op het Australian Open op een grandslamtoernooi. Hij werd in de eerste ronde uitgeschakeld. Op 30 juni 2021 haalde hij de tweede ronde in het enkelspel van Wimbledon. Op het US Open wist Van de Zandschulp te verrassen door als kwalificant de kwartfinale te bereiken, waarin hij werd uitgeschakeld door Daniil Medvedev. Hij was daarmee de eerste Nederlander die in het mannenenkelspel de kwartfinale van een grandslamtoernooi bereikte sinds Sjeng Schalken in 2004.

### 2022
In januari kwam Van de Zandschulp binnen op de top 50 van de wereldranglijst. Op het toernooi in München haalde hij zijn eerste ATP-finale, waarin hij moest opgeven in zijn partij tegen Holger Rune. Van de Zandschulp begon het grastoernooi matig, met verlies in de eerste ronde van het toernooi in Rosmalen. In Queens ging het beter met het bereiken van de vierde ronde, waarin hij net als het jaar ervoor verloor van Matteo Berrettini.
Door zijn goede prestaties in het voorseizoen kreeg Van de Zandschulp op de twee zomer-grandslams een beschermde status en was hij dus een geplaatste speler. Hij werd zowel op Roland Garros (3e ronde) als op Wimbledon (4e ronde) uitgeschakeld door Rafael Nadal. Op Wimbledon waren geen ATP-punten te verdienen, maar door de goede prestaties op Roland Garros en Queens bereikte hij de 25e positie op de ATP-ranking.

### 2023
Nadat Van de Zandschulp te kampen had gehad met blessureleed dat hem verhinderde te trainen, eindigde hij het jaar op de vijftigste plek van de wereldranglijst. Met de Zweed Johan Örtegren kreeg hij een nieuwe coach aan zijn zijde.

### 2024
In de kwartfinale van de Davis Cup in Málaga won Van de Zandschulp van tennislegende Rafael Nadal in diens laatste enkelspelwedstrijd als beroepstennisser. Ook in het mannendubbelspel, samen met Wesley Koolhof, won hij voor Nederland van Spanje. Op 22 november 2024 bereikte het Nederlandse team met Van de Zandschulp voor de eerste keer in de geschiedenis de finale van het Davis Cup-toernooi. In de finale tegen Italië verloren zowel Van de Zandschulp als Tallon Griekspoor hun partij.

## Prijzen
- Nederlands kampioen enkelspel, 2016, 2021, 2022
- Nederlands kampioen dubbelspel, 2016

## Palmares
| Legenda                       | Legenda               |
| ----------------------------- | --------------------- |
| Grand Slam                    |                       |
| Olympische Spelen             |                       |
| tot 2009                      | vanaf 2009            |
| Tennis Masters Cup            | ATP Finals            |
| ATP Masters Series            | ATP Tour Masters 1000 |
| ATP International Series Gold | ATP Tour 500          |
| ATP International Series      | ATP Tour 250          |

### Enkelspel
| Nr.              | Datum         | Toernooi        | Ondergrond | Tegenstander in finale | Score            | Details |
| ---------------- | ------------- | --------------- | ---------- | ---------------------- | ---------------- | ------- |
| Gewonnen finales |               |                 |            |                        |                  |         |
| Verloren finales |               |                 |            |                        |                  |         |
| 1.               | 1 mei 2022    | ATP München     | Gravel     | Holger Rune            | 4-3 opgave       | Details |
| 2.               | 23 april 2023 | ATP München (2) | Gravel     | Holger Rune            | 4-6, 6-1, 6-7(3) | Details |

### Dubbelspel
| Nr.              | Datum            | Toernooi      | Ondergrond    | Partner            | Tegenstanders in finale        | Score               | Details |
| ---------------- | ---------------- | ------------- | ------------- | ------------------ | ------------------------------ | ------------------- | ------- |
| Gewonnen finales |                  |               |               |                    |                                |                     |         |
| 1.               | 23 oktober 2022  | ATP Antwerpen | Hardcourt (i) | Tallon Griekspoor  | Rohan Bopanna Matwé Middelkoop | 3–6, 6–3, [10–5]    | Details |
| Verloren finales |                  |               |               |                    |                                |                     |         |
| 1.               | 25 februari 2023 | ATP Doha      | Hardcourt     | Constant Lestienne | Rohan Bopanna Matthew Ebden    | 7–6(5), 4–6, [6–10] | Details |
| 2.               | 21 mei 2023      | ATP Rome      | Gravel        | Robin Haase        | Hugo Nys Jan Zieliński         | 5–7, 1–6            | Details |

## Resultaten grote toernooien
| Legenda | Legenda                          |
| ------- | -------------------------------- |
| g.t.    | geen toernooi gehouden           |
| l.c.    | lagere categorie                 |
| –       | niet deelgenomen                 |
| G       | uitgeschakeld in de groepsfase   |
| 1R      | uitgeschakeld in de eerste ronde |
| 2R      | uitgeschakeld in de tweede ronde |
| 3R      | uitgeschakeld in de derde ronde  |
| 4R      | uitgeschakeld in de vierde ronde |
| KF      | uitgeschakeld in de kwartfinale  |
| HF      | uitgeschakeld in de halve finale |
| F       | de finale verloren               |
| W       | het toernooi gewonnen            |
| w-v     | winst/verlies-balans             |

### Enkelspel
| grandslamtoernooien |      |      |    |    |    |
| Australian Open     | 1R   | 3R   | 2R | 1R | 1R |
| Roland Garros       | 2R   | 3R   | 1R | 1R | 1R |
| Wimbledon           | 2R   | 4R   | 2R | 2R | –  |
| US Open             | KF   | 2R   | 2R | 3R | –  |
| ATP Masters 1000    |      |      |    |    |    |
| Indian Wells        | 1R   | 3R   | 2R |    |    |
| Miami               | –    | 1R   | 4R |    |    |
| Monte Carlo         | –    | 1R   | 2R |    |    |
| Madrid              | –    | 2R   | 2R |    |    |
| Rome                | –    | 2R   | 2R |    |    |
| Montreal/Toronto    | –    | 2R   | –  |    |    |
| Cincinnati          | –    | 2R   | –  |    |    |
| Shanghai            | g.t. | g.t. |    |    |    |
| Parijs              | –    | 1R   |    |    |    |
| statistieken        |      |      |    |    |    |
| titels per jaar     | 0    | 0    | 0  |    |    |
| eindejaarsranking   | 57   | 35   |    |    |    |

### Mannendubbelspel
| toernooi        | 2022 | 2023 |
| --------------- | ---- | ---- |
| Australian Open | 2R   | –    |
| Roland Garros   | 1R   | –    |
| Wimbledon       | 1R   | 1R   |
| US Open         | –    | 1R   |